# Peristernia smithiana
Peristernia smithiana is een slakkensoort uit de familie van de Fasciolariidae. De wetenschappelijke naam van de soort is voor het eerst geldig gepubliceerd in 1891 door Melvill.